# Amyris
- Commons
- Wikispecies

Amyris P. Browne  é um género botânico pertencente à família Rutaceae.

## Espécies
- Amyris abeggii
- Amyris acuminata
- Amyris agallocha
- Amyris altissima
- Amyris ambrosiaca
- Amyris anisata
- Amyris apiculata
- Lista completa